# Алединский, Николай Александрович
Николай Александрович Алединский (1813—1868) — тайный советник,
Родился 15 (27) сентября 1813 года в семье воспитателя великих князей Николая и Михаила Павловичей Александра Павловича Алединского. В 1831 году окончил Благородный пансион при Санкт-Петербургском университете и 8 февраля 1832 года поступил на службу и к апрелю 1846 года выслужил чин тайного советника. Был награждён орденами Св. Анны 2-й ст., Св. Станислава 2-й ст., Св. Владимира 4-й ст.
Был женат с 13 ноября 1838 года на дочери Т. Е. Фан-дер-Флита Александре Тимофеевне (1818—1859).
Умер 26 ноября (8 декабря) 1868 года. Был похоронен на Смоленском православном кладбище.